# Fowey (fiume)

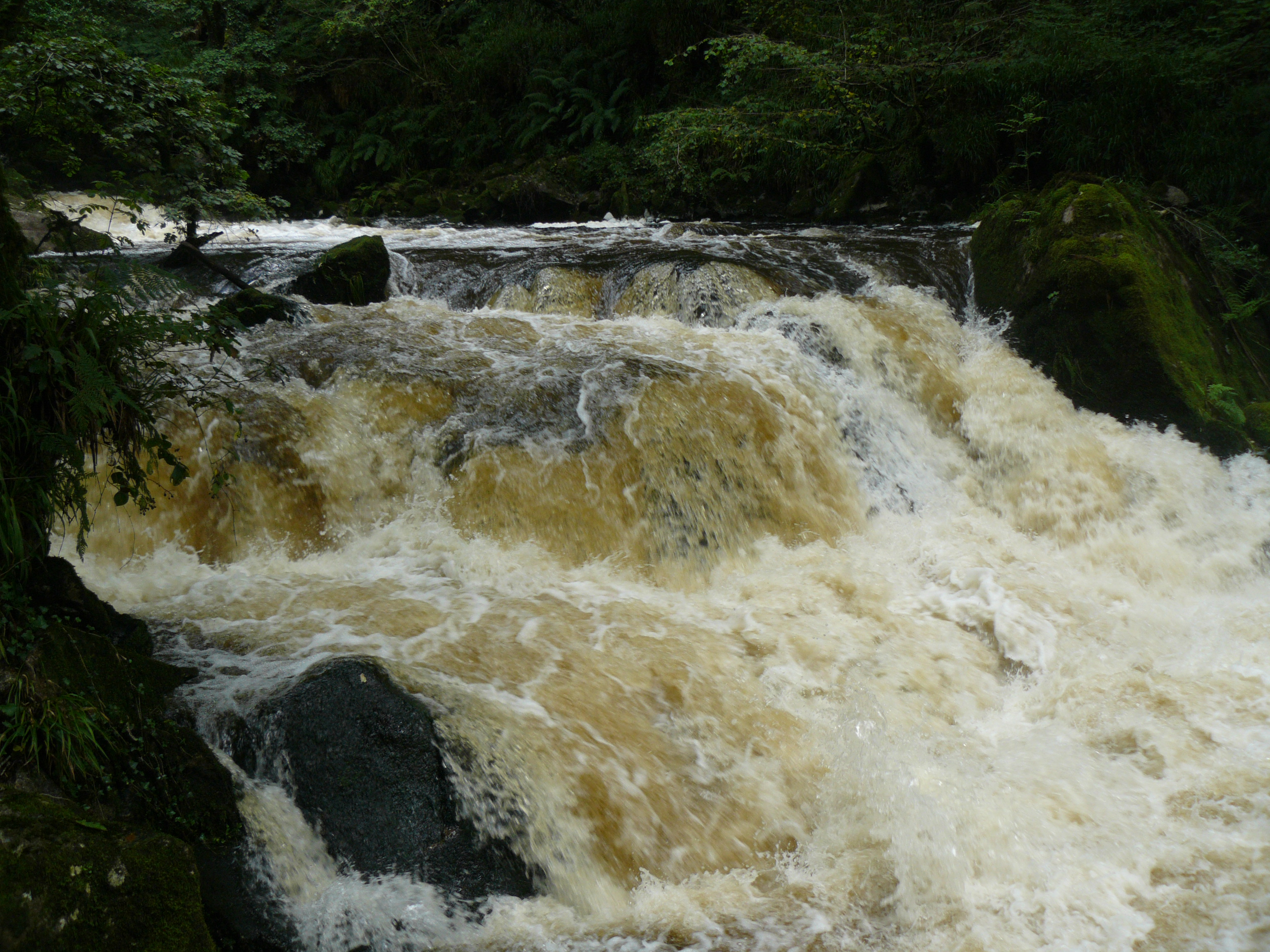
Le Golitha Falls, cascate formate dal fiume Fowey

Il Fowey (pron.: ˈfɔɪ/; in lingua cornica: Fowy) è un fiume dell'Inghilterra sud-occidentale.
Il fiume scorre per circa 40 km in direzione nord-sud nella contea della Cornovaglia: nasce ai piedi della Buttern Hill, nella Brughiera di Bodmin (Bodmin Moor), e sfocia nel Canale della Manica, con un ampio estuario (11 km di lunghezza) che inizia a Lostwithiel e termina presso le cittadine di Fowey e Polruan..
Attraversa inoltre i villaggi di Lerryn, St Winnow e Golant.
Ha sette affluenti, il principale dei quali è il Lerryn .
La valle del fiume Fowey è classificata come Area of Outstanding Natural Beauty ("Area di eccezionale bellezza naturale").

## Geologia
Il Fowey è un fiume alluvionale, formatosi durante l'ultima glaciazione.

## Storia
L'area lungo il corso del fiume Fowey pare fosse abitata sin dall'Età del Ferro.
In seguito, i Romani vi realizzarono un porto.
Nel corso del XIV secolo, l'area attorno al fiume subì vari attacchi da parte degli Spagnoli.

## Fauna
Il Fowey è ricco di salmoni e trote di mare.

## Economia
La principale risorsa economica garantita dalle acque del fiume Fowey è rappresentata dalla pesca, seguita dall'industria dell'estrazione dell'argilla.

## Turismo
Tra le principali attività turistiche praticabili lungo il fiume Fowey, vi sono lo yachting e l'escursionismo.
Edifici e luoghi d'interesse lungo il fiume Fowey
- Lanhydrock House, a Lanhydrock
- Restormel Castle, a Lostwithiel

## Il fiume nel cinema e nelle fiction
- Lungo il corso del fiume Fowey furono girate alcune scene della serie televisiva britannica degli anni settanta, ambientata in Cornovaglia e tratta dalla serie di romanzi di Winston Graham, Poldark.[8]